# Формула 1 — сезона 1982
33. сезона Формуле 1 је одржана 1982. године од 23. јануара до 25. септембра. Вожено је 16 трка. Вилијамсов возач Кеке Розберг је освојио возачки наслов првака. Розберг је први возач после Мајка Хоторна који је 1958. године освојио наслов победивши на само једној трци сезоне. 11 различитих возача је побеђивало на тркама, а нико није победио више од два пута. Ферари је освојио конструкторски наслов.
Сезону су обележила два смртна случаја. Канађанин Жил Вилнев је смртно страдао у удесу на квалификацијама за ВН Белгије. Италијан Рикардо Палети је погонуо на ВН Канаде.